# Corneliu Adameșteanu
Corneliu Adameșteanu (n. 10 mai 1905, Milcovățu, Letca Nouă, jud. Giurgiu - d. 22 noiembrie 1960, Craiova) a fost medic chirurg român, doctor în medicină , considerat părintele chirurgiei tuberculozei pulmonare din România. A fost cel de-al doilea copil al preotului Ion Adameșteanu și al preotesei Maria Adameșteanu. Frații său au fost Dinu Adameșteanu, Mircea Adameșteanu și Ion Adameșteanu.
A fost căsătorit cu Victoria Dobrescu, născută în Giurgiu, absolventă a Facultății de Științe Naturale a Universității din București. Împreună au avut două fiice: Carmen (n. 1940) și Sanda-Victoria (n. 1941).

## Educație
A urmat clasele primare în comuna Toporu, apoi gimnaziul la Liceul „Ion Maiorescu” din Giurgiu, între 1916-1921. A absolvit Liceul Militar din Craiova în 1924.
A urmat Universitatea de Medicină din București, iar în 1930 a obținut titlul de doctor în medicină și chirurgie cu teza de doctorat Tulburările gastro-intestinale în cursul apendicitei cronice. În data de 19 mai a obținut dreptul de liberă practică, în grad de medic locotenent. În 1929, a participat la concursul de internat al Eforiei Spitalelor Civile și s-a clasat pe primul loc, după care a parcurs stagiile de internat în secții de prestigiu din acea vreme. A făcut practică în clinicile Spitalului Brâncovenesc, unde i-a avut profesori pe Victor Gomoiu, Ernest Juvara, Marius Teodorescu, A. Teohari.
Între 1932-1935 a fost bursier, prin concurs, al Facultății de Medicină din Paris pentru a se specializa în ortopedie și chirurgie pulmonară, devenind în 1933 asistent strain al Clinicilor chirurgicale Cochin din Paris.Tot la Paris a absolvit Școala superioară de tehnică chirurgicală.
În vara anilor 1933-1934 a întrerupt cursurile la Paris și a lucrat câte două luni la Spitalul Maritim din Berck (Normandia), unde s-a specializat în tratamentul ortopedic și chirurgical al tuberculozei osoase. Tot în această perioadă a lucrat chirurgie experimentală la Institutul Fournier, sub îndrumarea profesorului C. Levaditi. Împreună cu profesorul Levaditi a comunicat la Societatea de Biologie din Paris rezultatele experimentelor realizate pe iepuri.
În februarie 1935 pleacă din Paris și rămâne o lună la Bologna, în Clinica de Ortopedie a chirurgului și ortopedului italian prof. Vittorio Putti. În martie lucrează o lună și jumătate în Clinica condusă de prof. dr. Lorenz Bőhler din Viena, unde practică metoda de tratare a fracturilor cu osteosinteză.

## Activitate
În 1935 era membru activ al Societății Franceze de Chirurgie și a participat la cel de-al 45-lea Congres Francez de Chirurgie de la Paris din 5-10 octombrie 1936. Din 1938 și-a continuat activitatea în această asociație ca membru activ nerezident.
S-a întors în țară în 1935 și a început să lucreze la Clinica chirurgicală a Spitalul Brâncovenesc condusă de prof. dr. Iacob Iacobovici. În același an a înființat in cadrul Sanatoriul Zerlendi o sală de operații, introducând în București tratamentul chirurgical sistematic al tuberculozei pulmonare. Aici a practicat prima intervenție Jacobaeus din România în chirurgia tuberculozei pulmonare.
A devenit medic primar la vârsta de 30 de ani, plasandu-se primul la concurs de primariat în ortopedie organizat  pentru prima data in Romania in 1935 de catre Ministerul Sănătății.
În 1936 a reusit la concursul de primariat în chirurgie.
Între 1937-1945 a fost medic primar și șef de secție la Spitalul din Huși, care a devenit spital de campanie în timpul Al Doilea Război Mondial.
A fost Președinte al Eforiei Spitalului Huși în 1941 și a înființat împreună cu alți colegi Societatea Medicală din Huși, a fost instructor la școala de surori de Crucea Roșie, a instruit studenți în medicină care făceau practică în spital, a furnizat material clinic pentru efectuarea unor teze de absolvire a Facultății de Medicină din Iași. Între 1938-1941 a avut un cabinet particular de consultații la Huși.
În timpul celui de-al doilea război mondial a fost mobilizat pe Frontul de Est și a făcut parte din Compania a 2-a Sanitară ca medic-soldat.
În 1944 a fost convocat din nou, fiind trimis de data aceasta pe Frontul de Vest, ca medic consultant al Armatei a IV-a , secția I, eșalonul II, Spitalul 10 de campanie, cu gradul de medic locotenent. A fost lăsat la vatră pe 5 iunie 1945, cu gradul de locotenent TR.
După război, a fost medic primar chirurg la Sanatoriul de tuberculoză din Dobrița, Gorj si din 1946 medic primar și șef de secție la Spitalul Orasenesc Târgu-Jiu.
A fost arestat de regimul comunist la 4 iulie 1959, fiind acuzat că a acordat asistenta medicala unor luptători din rezistența anticomunistă și a primit o condamnare administrativă de 36 de luni. Familia nu a mai aflat nimic oficial despre situația sa, până la anunțul decesului în condiții de detenție.

## Opere
A scris 126 de lucrări științifice medicale publicate și comunicate în țară și în străinătate. A colaborat la publicațiile: Revista de chirurgie, Revista de ortopedie și chirurgie, Revista sanitară militară, Acta Medica Romana, La Présse Medicale, Zentralblatt für Chirurgie.
- Tulburările gastro-intestinale în cursul apendicitei cronice, teză pentru doctorat în medicină și chirurgie (București, 1930)
- Les indications et les contra-indications des bains soleil (Editura Itxaropena, Zaranz, 1953), în colaborare cu N. Marinescu și V. Munteanu
- Chirurgia de război. Plăgile artificiale de război (București, Atelierul Tipografiei ziarului Universul,1935)
- Considerațiuni asupra sindromului estiomenial de natură limfogranulomatoasă (Tipografia Cultura, București, 1939)

## Distincții
În timpul celui de-al doilea război modial, a participat pe frontul de Est și pe frontul de Vest, fiind decorat cu Crucea „Meritul Sanitar” clasa I (de două ori), cu Ordinul „Coroana României” în grad de cavaler și cu Ordinul „Steaua Republicii Populare Române” clasa a V-a (1955) pentru fapte de arme săvârșite în războiul împotriva Germaniei fasciste.
A fost decorat cu Medalia „Eliberarea de sub jugul fascist” în 1954.
În 1939 a primit Premiul „Demosthen” pentru chirurgia de război.